# Église Saint-Martin de Rouvres
Pour les articles homonymes, voir Église Saint-Martin.
L'église Saint-Martin est une église catholique située place de l'Église à Rouvres, en France.

## Situation
L'église est située dans le département français d'Eure-et-Loir, dans la commune de Rouvres, rattachée au canton d'Anet.

## Historique
L'église est consacrée à saint Martin, ce qui permet de penser que l'origine de la paroisse est fort ancienne et probablement mérovingienne au Ve ou au VIIIe siècle. 
Certains vestiges conservés dans l'édifice remonteraient au XIe siècle. La nef principale date du milieu du XVIe siècle.
Le bâtiment, endommagé pendant la guerre de Cent Ans, a fait l'objet d'une restauration pendant la Renaissance.
Ainsi la voûte lambrissée en bois date de 1536 et est composée de poutres et d'aiguilles apparentes. La symbolique représenterait l'éclipse de soleil qui s'est produite au moment où le Christ expirait sur la croix, rappelant ainsi qu'Il est la lumière du monde. À l'extérieur, on peut admirer une petite tourelle qui est caractéristique de cette période et qui porte sur l'une des pierres du bas-côté droit, la date de 1565.
L'église a été construite en pierre de taille de Vernon et blocs de gré. Il est fort probable que les pierres provenaient du chazal (petite grange) d'un édifice religieux de la région.
L'église présente un ensemble de cadrans solaires - une douzaine-, unique dans le département : l'un d'eux donne d'ailleurs l'heure occidentale et l'heure orientale[réf. nécessaire]. Avec d'autres églises de la région, elle présente l'autre particularité d'avoir des murs recouverts de graffiti anciens. Certains[précision nécessaire] y ont vu la marque du passage de personnalités itinérantes comme les pèlerins ou les compagnons du Tour de France, d'autres pensent que les cimetières entourant les églises à l'époque, nécessitaient parfois de "relever" certaines tombes anciennes pour en créer de nouvelles.
Le collatéral gauche qui est au nord, a été commandité en 1820. Il est soutenu par des piliers carrés en grès qui diffèrent de ceux édifiés de façon cylindriques dans la nef sud.
Nous trouvons à l'intérieur, parmi les 34 objets classés monuments historiques, des fonts baptismaux de forme ovale sur un pied carré du XVIIe siècle.
En 2017, sont notamment inscrits en tant que monuments historiques neuf tableaux abrités par l'édifice.
La tour du clocher renfermait historiquement deux cloches dont l'une a été prise lors de la révolution. La cloche restante pèse près de 1 600 kg et porte la date de 1760. La souche du clocher remonte au XIIIe siècle et la flèche couverte d'ardoise a été édifiée postérieurement.
Les insignes de charitonsLes frères de Charité[précision nécessaire] se sont chargés des inhumations jusqu'en 1960. Cette institution créée au XIe siècle, appelée "confrérie de charitons" venant du patois normand "paroissien", reste affectée principalement à la Normandie et au département de l'Eure. Historiquement, leur existence remonterait à la grande épidémie de peste noire[réf. nécessaire].

## Patrimoine et conservation
L'édifice est classé au titre des monuments historiques en 1992. En 2018, Il est inscrit parmi les 269 édifices recensés dans le plan de sauvegarde du patrimoine (Mission Stéphane Bern),: le bâtiment est en effet dans un état de détérioration, dû aux remontées d'eaux par capillarité, qui nécessite d'importants travaux de rénovation. L'église bénéficiera d'un "programme court" télévisuel sur France 2 d'ici fin novembre 2018.
Une association pour la sauvegarde et la restauration de l'église de Saint-Martin de Rouvres (ASRER) a été créée le 17 juin 2017.